# Agujero sacro anterior
El agujero sacro anterior (foramina sacralia anteriora) es cualquiera de ocho agujeros en la cara anterior o pélvica del hueso sacro, cuatro de cada lado de la cresta media del sacro, superpuestos en una línea vertical,  de donde emergen las ramas anteriores de los nervios sacros y por ellos entran las arterias sacras anteriores.
Son orificios redondeados, el superior de mayor tamaño y más cercano a la línea media que el cuarto y más distal de los agujero sacros anteriores. A su vez, los agujeros sacros anteriores son más grandes y menos irregulares que los agujeros sacros homólogos de la cara posterior, los agujeros sacros posteriores.